# Proscissio albiceps
Proscissio albiceps är en tvåvingeart som beskrevs av Malloch 1938. Proscissio albiceps ingår i släktet Proscissio och familjen parasitflugor. Inga underarter finns listade i Catalogue of Life.